# Vereinigung Institutionelle Privatanleger
Die Vereinigung Institutionelle Privatanleger e. V. (VIP) ist eine deutsche Aktionärsvereinigung. Sie ist nach eigener Angabe Mitglied der UNEP Finance Initiative (UNEP FI) und Zeichner der Principles for Responsible Investment (PRI). Der Verein betreibt Geschäftsstellen in Bonn, in Köln und an drei weiteren Standorten. Haupttätigkeit ist die Vertretung von institutionellen Aktionären bei Hauptversammlungen deutscher und internationaler börsennotierter Aktiengesellschaften. In diesem Zusammenhang hat es sich die VIP zur Aufgabe gemacht, das Verhalten von Vorständen und Aufsichtsräten der Aktiengesellschaften im Sinne von guter Unternehmensführung zu beobachten und im Auftrag institutioneller Anleger dort abzustimmen, wo diese für die eigene Ausübung ihres Stimmrechts einen Interessenkonflikt sehen. Das Rede- und Antragsrecht auf Hauptversammlungen wird seitens der VIP vorwiegend von ihrem Vorsitzenden Hans-Martin Buhlmann wahrgenommen.

## Namenskontroverse
Während die Bezeichnung Institutionelle Anleger gemäß Wertpapierhandelsgesetz üblicherweise für „professionelle Kunden“ Verwendung findet, wird unter einem Privatanleger jemand verstanden, dem aufgrund geringerer finanzieller Allgemeinbildung oder geringer Anlageerfahrung ein besonderer gesetzlicher Schutz zusteht. Die VIP vertritt jedoch ausschließlich „professionelle Kunden“, welche meist das Stimmrecht der von ihnen gehaltenen Aktien selbst ausüben. Die VIP bezeichnet ihre professionellen Kunden trotzdem als „Privatanleger“, weil diese die VIP als Stellvertreter beauftragen, um auf Hauptversammlungen inoffizielle und damit „private“ Standpunkte zu vertreten. Dies geschieht beispielsweise, um Interessenkonflikte zu vermeiden oder um Positionen zu vertreten, welche im Gegensatz zu der öffentlichen Ausrichtung des jeweiligen Kunden stehen. Der auftraggebende Anleger bleibt somit anonym.

## Abstimmungsverhalten
Im Gegensatz zu anderen Aktionärsvereinigungen gibt die VIP vor einer Hauptversammlung keine Empfehlungen für ein bestimmtes Abstimmverhalten und sammelt keine Aufträge zur Stimmrechtsvertretung von Aktionären, welche sich den Positionen der VIP anschließen wollen. Die VIP übt die Stimmrechte strikt nach Weisung der Auftraggeber aus und modifiziert das Abstimmungsverhalten in Rücksprache mit dem Kunden noch bis zehn Minuten vor der Abstimmung.